# Czerwcogrzybowce
Czerwcogrzybowce (Septobasidiaceae Racib.) – rząd grzybów z rzędu czerwcogrzybowców (Septobasidiales).

## Systematyka
Pozycja w klasyfikacji według Index Fungorum:
Septobasidiaceae, Septobasidiales, Incertae sedis, Pucciniomycetes, Pucciniomycotina, Basidiomycota, Fungi
Rząd Septobasidiales do taksonomii grzybów wprowadzili w 1964 r. John Nathaniel Couch i Marinus Anton Donk. Jest to takson monotypowy z jedną tylko rodziną:
- rodzina Septobasidiaceae Racib. 1909
  - rodzaj Auriculoscypha D.A. Reid & Manim. 1985
  - rodzaj Coccidiodictyon Oberw. 1989
  - rodzaj Johncouchia S. Hughes & Cavalc. 1983
  - rodzaj Septobasidium Pat. 1892 – czerwcogrzyb
  - rodzaj Uredinella Couch 1937

Nazwy naukowe według Index Fungorum. Nazwy polskie według Władysława Wojewody.